# Bill George (Manager)

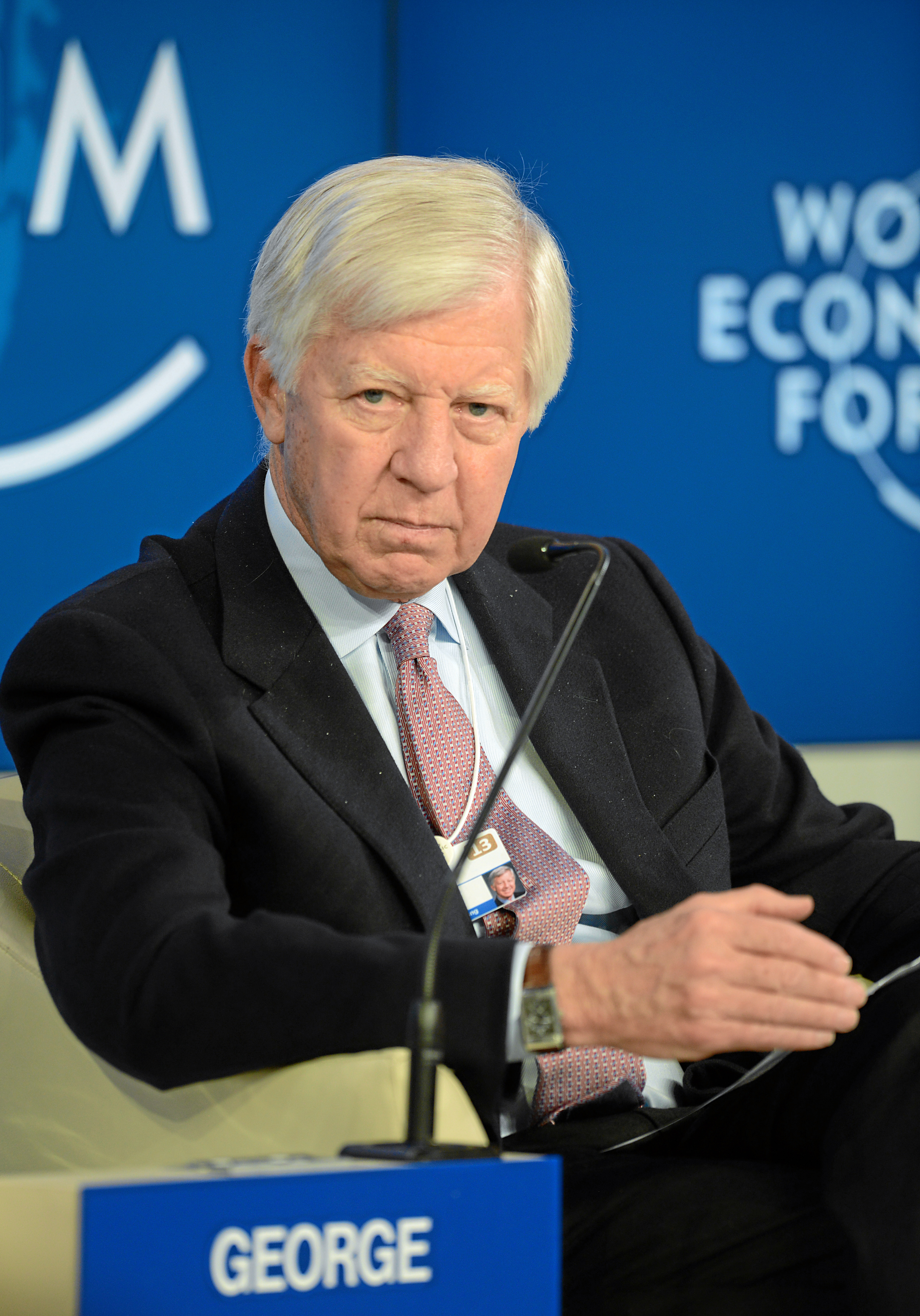
Bill George, World Economic Forum, 2013

William „Bill“ W. George (* 14. September 1942) ist ein US-amerikanischer Manager und Bestsellerautor. Er war CEO von Medtronic und ist Professor für Managementpraktik an der Harvard Business School (HBS).

## Leben
George studierte Wirtschaftsingenieurwesen am Georgia Institute of Technology (Bachelor of Science) und an der Harvard University (MBA). Danach arbeitete er für das United States Department of Defense sowie die Firmen Honeywell International und Litton Industries. 1989 ging er zu Medtronic; 1991 wurde er dort CEO und 1996 Chairman of the Board. Derzeit ist er im Board of Directors von ExxonMobil, Mayo Clinic und Goldman Sachs; zuvor bei Novartis und Target Corporation. Außerdem gehört er dem Boards of Trustees des Carnegie Endowment for International Peace, das World Economic Forum und das Guthrie Theater an. Er war von 2002 bis 2003 Professor am International Institute for Management Development und an der École polytechnique fédérale de Lausanne sowie executive-in-residence an der Yale University. 2004 wurde er Professor für Managementpraktik an der Harvard Business School. Er schreibt u. a. für das Wall Street Journal, die Business Week, Fortune und die Harvard Business Review. George ist Mitglied der National Academy of Engineering. Laut PBS (2012) gehört er zu den Top 25 Business Leaders of the Past 25 Years. Die Academy of Management (AOM) nannte ihn Executive of the Year-2001 und die National Association of Corporate Directors (NACD) wählte ihn zum Director of the Year-2001-02. Er ist Ehrendoktor des Georgia Tech, der Bryant University und der University of St. Thomas.

## Schriften
- 2003: Authentic Leadership
- 2007: True North
- 2008: Finding Your True North
- 2009: 7 Lessons for Leading in Crisis
- 2011: True North Groups